# Îlet Petit Vincent
Îlet Petit Vincent är en ö i Martinique.  Den ligger i den centrala delen av Martinique, 19 km nordost om huvudstaden Fort-de-France.